# 52604 Thomayer
52604 Thomayer è un asteroide della fascia principale. Scoperto nel 1997, presenta un'orbita caratterizzata da un semiasse maggiore pari a 2,6409687 UA e da un'eccentricità di 0,1214766, inclinata di 6,48544° rispetto all'eclittica.